# Cargados Carajos
16°35′S 59°37′Ø / 16.583°S 59.617°Ø
Cargados Carajos (også kendt som Saint Brandon Rocks) er en gruppe på 16 øer, som ligger på et koralrev i det Indiske Ocean. Øgruppen tilhører Mauritius, som ligger ca. 300 kilometer længere syd.
Øerne består bare af hvide sandstrande omkranset af det blågrønne hav. Det totale areal er 1,3 km2. De største øer er Albatross Island, Raphael, Avocaré, Coco Island og Île du Sud. Øerne har en lille kreolsk befolkning.
| Geografi/geologi | Spire Denne artikel om geografi er en spire som bør udbygges. Du er velkommen til at hjælpe Wikipedia ved at udvide den. |